# Arènes de Châteaurenard
Les arènes de Châteaurenard, dont la première construction remonte à 1880, sont les arènes municipales de la commune de Châteaurenard  située dans le département français des Bouches-du-Rhône, dans la région Provence-Alpes-Côte d'Azur. Elles peuvent contenir 4 000 personnes  selon l'étude de Jean-Baptiste Maudet, 3 000 selon les chiffres donnés sur le site Torofiesta.

## Présentation
Ce sont des arènes fixes inscrites à l'inventaire général du patrimoine culturel. Elles succèdent à de multiples arènes rudimentaires construites dans la tradition régionale : des enclos situés  dans diverses propriétés privées, en particulier dans le parc du château. À partir des années 1950, leur emplacement définitif se situe dans le parc de la forteresse de Châteaurenard. Elles offrent un dégagement harmonieux devant la partie arrière du château.

## Tauromachie
C'est un des hauts lieux de  course camarguaise et aussi de la corrida dans une proportion de 3 courses camarguaises pour 5 corridas. Les festivités taurines comprennent deux dates essentielles pour les courses camarguaises : la Fête de la Saint-Éloi à partir du premier dimanche de juillet, qui dure cinq jours avec une pégoulade, des encierros, bandido, abrivado, et la fête votive de la Madeleine, le premier dimanche d'août. 
Les corridas  se déroulent généralement sur deux jours : le samedi et le dimanche.